# Tchan, a Grande Sacada
Tchan, a Grande Sacada é uma telenovela brasileira exibida pela Rede Tupi entre 29 de novembro de 1976 e 4 de junho de 1977 em 161 capítulos. Substituiu Os Apóstolos de Judas e foi substituída por Éramos Seis na faixa das 19 horas. Escrita por Marcos Rey, teve direção de Antônio Moura Mattos e Jardel Mello.
Contou com as atuações de Raul Cortez, Nádia Lippi, Maria do Rocio, Sílvia Massari, Fausto Rocha Jr., Plínio Marcos, Etty Fraser, Elizabeth Gasper, Ruthinéa de Moraes e Annamaria Dias nos papeis principais.
Dos 161 capítulos originalmente exibidos, apenas 3 foram preservados, estando sob a guarda da Cinemateca Brasileira.

## Sinopse
Aquilino Matos Madeira é um trambiqueiro que ganha nos cavalos e tem uma grande sacada: passar por milionário na alta sociedade para dar o golpe do baú. Para isso, se apresenta aos grã-finos com três belas sobrinhas solteiras, sendo Bia a única sobrinha de verdade. As outras duas – Pupe e Vera – são amigas de Bia que estão atrás de maridos ricos. Contrariando o tio, Bia se apaixona por Fred, um pobretão que também procura uma moça rica. Ventura é o comparsa de Aquilino, um mecânico que se passa por seu motorista e mordomo.
Entre os alvos de Aquilino estão Madame Duducha, uma viúva milionária que cai em sua lábia e se apaixona por ele. E Anette, aparentemente uma ricaça, mas que não passa de uma interesseira que quer dar um golpe em Aquilino, pois pensa que ele é milionário. Assim, um tenta trapacear o outro. Aquilino também atrai a cobiça do Comendador Tito Baroni, um falido que vê nele a salvação para seus problemas financeiros. A cantora de boleros Gracita del Mar, conhecedora do passado de Aquilino, ameaça ruir seus planos de ascensão social.
A jornalista Diná investiga a suposta fortuna de Aquilino e acaba descobrindo a máfia por trás de sua história.

## Elenco
- Raul Cortez – Aquilino Matos Madeira / Pablo (La Costa)
- Nádia Lippi – Bia
- Maria do Rocio – Pupe
- Silvia Massari – Vera
- Lílian Lemmertz – Fernanda
- Etty Fraser – Duducha
- Fausto Rocha Jr. – Fred
- Joana Fomm – Marcela
- Herson Capri – Bernardo
- Elizabeth Gasper – Anette Dubois
- Ruthinéia de Moraes – Gracita Del Mar
- Plínio Marcos – Ventura
- Annamaria Dias – Diná
- Kito Junqueira – Silas
- Luiz Carlos Braga – Miguelito / Juanito
- Yolanda Cardoso – Argentina
- José Parisi – Comendador Tito Baroni
- Lia de Aguiar – Juanita Morales Baroni
- Marcelo Gastaldi – Bebeto
- Luiz Serra – Lorca
- Homero Kossac – Benê Bastos
- Amilton Monteiro – Lau
- Turíbio Ruiz– Deodato
- Lucy Meirelles– Sofia
- Eudósia Acuña – Rose
- Eleu Salvador – Rubian
- Carlos Koppa – Big-Ben
- Tony Tornado – Buddy Grafitti
- Tereza Teller – Sônia
- Geny Prado – Dona Carminha
- Evilásio Marçal – Pescoço
- Rogaciano de Freitas – Costa
- Arnaldo Weiss – Campos
- Felipe Levy – Albino
- Clemente Viscaíno – Valdo
- Vera Paxie – Berenice
- Maria Emília Cisne – Ulda
- Deivy Rose – Silvia
- Sandra Menezes – Jean Harlow de Oliveira
- Zélia Toledo – Eros
- Nise Cesarine – Keka

## Produção
Tchan, a Grande Sacada contou com problemas que prejudicaram sua produção. Alterações feitas na novela não agradaram ao diretor Antônio Moura Matos, substituído por Jardel Mello. Este, em uma reunião com o autor Marcos Rey, decidiu pelo corte de tramas e personagens e pela adição de outros. A história chegou a ser totalmente modificada, desviando o foco de seu tema central.

## Música

### Nacional
1. Tchan, A grande sacada - The Pop Hits
2. Basta um dia - Clara Nunes
3. Restos de Amor - Dudu França
4. Olhos nos olhos - Maria Bethania
5. Morena - Marcelo
6. Tudo bem - Robson Jorge
7. Penso em dizer que te amo - Robson Jorge
8. Fim de tarde - Cláudia Telles
9. Casa branca - Julio Cesar
10. Rose - Roberto Ribeiro
11. Pulga atrás da orelha - Grupo Xodo
12. Madrugadas e flores - Milena

### Internacional
1. Remember - Tony Stevens
2. Love's a dream - Christian
3. Goodbye my love goodbye - Bob Goldfinger
4. Così picola, così grande - Momo Yang
5. You - Stylistics
6. My Funny Valentine - The Stylistics
7. I'm lost - Barry Mann
8. Everyone of us can be a star - Brandy
9. Nice and slow - Santiago
10. Scrivimi - Nino Tucci
11. Let Me Down Easy - The Isley Brothers
12. My touch of madness - Jermaine Jackson